# تپه اسدآباد
تپه اسدآباد، مربوط به هزاره ۴ قبل از میلاد (سدهٔ ۴تا ۶ هجری قمری) است و در شهرستان شهرکرد، روستای اسدآباد واقع شده است. این اثر در تاریخ ۱۲ شهریور ۱۳۸۶ با شمارهٔ ثبت ۱۹۴۹۴ به‌عنوان یکی از آثار ملی ایران به ثبت رسیده است.